# 堆肥化施設
堆肥化施設（たいひかしせつ）とは、畜産業から排出される家畜糞や食品産業から排出される食品廃棄物などの有機廃棄物を堆肥化する施設のことである。

## 背景
畜産経営の大規模化によって多量に排出された家畜糞は、野積みなどの不適切な処理を行なってしまうと悪臭や地下水汚染といった公害が発生してしまう。しかし、家畜糞は公害の原因であると同時に、堆肥化を行えば肥料や土壌改良剤として優れたバイオマス資源でもある。法的にも家畜糞は適正な管理を行わなければならない(家畜排せつ物法)。このような背景をもとに、堆肥化施設はつくられている。
食品廃棄物（平成18年度）も同様に、一部では堆肥化施設が利用されている。現在、事業者の排出する食品廃棄物も法的整備が進められ、リサイクル率を上昇させることが目標とされている(食品リサイクル法)。

## 堆肥化
堆肥化とは堆肥を作ることであり、その定義は「生物系廃棄物をあるコントロールされた条件下で、取り扱い易く、貯蔵性良くそして環境に害を及ぼすことなく安全に土壌還元可能な状態まで微生物分解すること」である (Goluke, 1977) 。あるコントロールされた条件下とは、堆肥化を行う微生物にとって有意な環境を人為的に作ることを意味している。また、有機物分解が不完全な状態では肥料として様々な問題を持つ。これらの問題が起こらなくなるまで人為的に分解を進めることが堆肥化である。
堆肥化処理施設で行われる分解も、家庭菜園などで行われる堆肥化と基本的には同じ原理である。主に酸素の供給、水分（含水率）の調節が不可欠となる。
詳しい堆肥化の原理は、堆肥化の項目を参照。

## 施設内での処理工程
堆肥化施設内での、処理工程を順に説明する。

### 前処理
生ごみや家畜糞は含水率が高く空隙率が低いため内部まで酸素が供給しにくい。そのため、含水率の低減させ空隙を確保しなければならない。一般的に含水率60％前後、空隙率30％以上が良いとされている。
堆肥化がうまく行かない場合は、投入堆肥化原料の水分過多が原因であることが多いため、前処理の工程は重要である。
また、一部では堆肥化促進、悪臭発生の抑制をうたった有用微生物添加材を投入する場合があるが、その効果は確認できておらず、期待はあまりできない。もともと生フンや生ごみに十分な堆肥化菌が付着しているため、菌を添加するよりも微生物の活動環境を整える方が効果が高い。
以下に具体的な処理方法を説明する。これらの処理方法の中から複数が使用される場合もある。
副資材との混合
堆肥原料と混合する稲わら、おが粉、モミガラ、ゼオライトなどを副資材と呼ぶ。副資材を堆肥原料と混合することによって、含水率の低減、空隙の確保を行う。しかし、副資材の確保が難しいという問題点がある。例えば、豚二千頭規模の堆肥化施設の場合、必要とされるおが粉は約1.5ton/日である。
また、堆肥化が終わり堆肥となり含水率が低下したものを、堆肥原料と混合し含水率を下げる方法もある。この堆肥を「戻し堆肥」と呼ぶ。この場合、戻し堆肥の確保は難しくないが、重金属など堆肥化では分解できない有害物質が戻し堆肥によって累積する点と、堆肥の生産能力が低下するという点が問題である。
加熱
加熱を行い、水分を蒸発させる方法。副資材を必要としないが、エネルギーが大量に消費される。
機械的な固液分離
家畜糞などを、機械的に圧縮することによって液体部を絞りとる方法。固体部と液体部の二つに分かれ、固体部は副資材などと混合されて通常の堆肥化処理が行われる。液体部は、固体部とは異なった処理しなければいけないため、液体部用に曝気施設など併設される。

### 一次発酵
一次発酵では、堆肥原料中の易分解性有機物を分解することを目的としている。同時に、条件を整えれば、一次発酵中は温度が60℃以上まで上昇することから、堆肥原料中の雑草種子や病原菌の不活性化、水分の蒸発促進を行い衛生的な堆肥化を作ることも、この段階の目的である。アメリカ環境保護庁では、雑草種子や病原菌の不活性化に60℃以上を三日以上維持することが求められている。
一次発酵を促すためには、堆肥原料中に酸素を送り込むことが肝要である。そのため、堆肥化施設では攪拌機能や通気機能もしくは両方を備えている。また、一般的に家畜糞には、乾物重量中およそ40％が易分解性有機物が含まれている。

#### 通気機能
強制的に堆肥原料中に通気をすることによって、酸素を供給し堆肥化を促進させる。通気機能が備わっていない施設もあり、そういった施設は攪拌によって酸素を供給している。通気の方式には、圧送式と吸引式がある。
圧送式
圧送式とは、ブロワーなどによって堆肥原料に空気を送り、酸素を供給する方法である。現在、多くの堆肥化施設は圧送式通気方法を採用している。問題は、堆肥原料中を通った空気が、外に拡散してしまうため、有機廃棄物中を通り悪臭成分を多く含んだ空気が拡散してしまう点である。そのため、一次発酵施設全体をドーム状のもので包むなどの悪臭対策が必要になる。
吸引式
吸引式とは、空気を負圧によって吸引する方法である。圧送式の弱点である悪臭の拡散を防げるというメリットがある。しかし、いくつかの問題点も抱えている。堆肥原料全体にうまく酸素が供給されにいため堆肥化の進行にむらができ易い。吸引ファンが堆肥原料の放出した水分などで傷み易い。通気の穴が目づまりし易い。水分が下部に貯まり易い。以上のような、問題点がある。

#### 攪拌機能
堆肥化施設でもっとも特徴が出るのが攪拌機能である。一般に堆積方式と攪拌方式の二つに分けられる。

##### 堆積方式

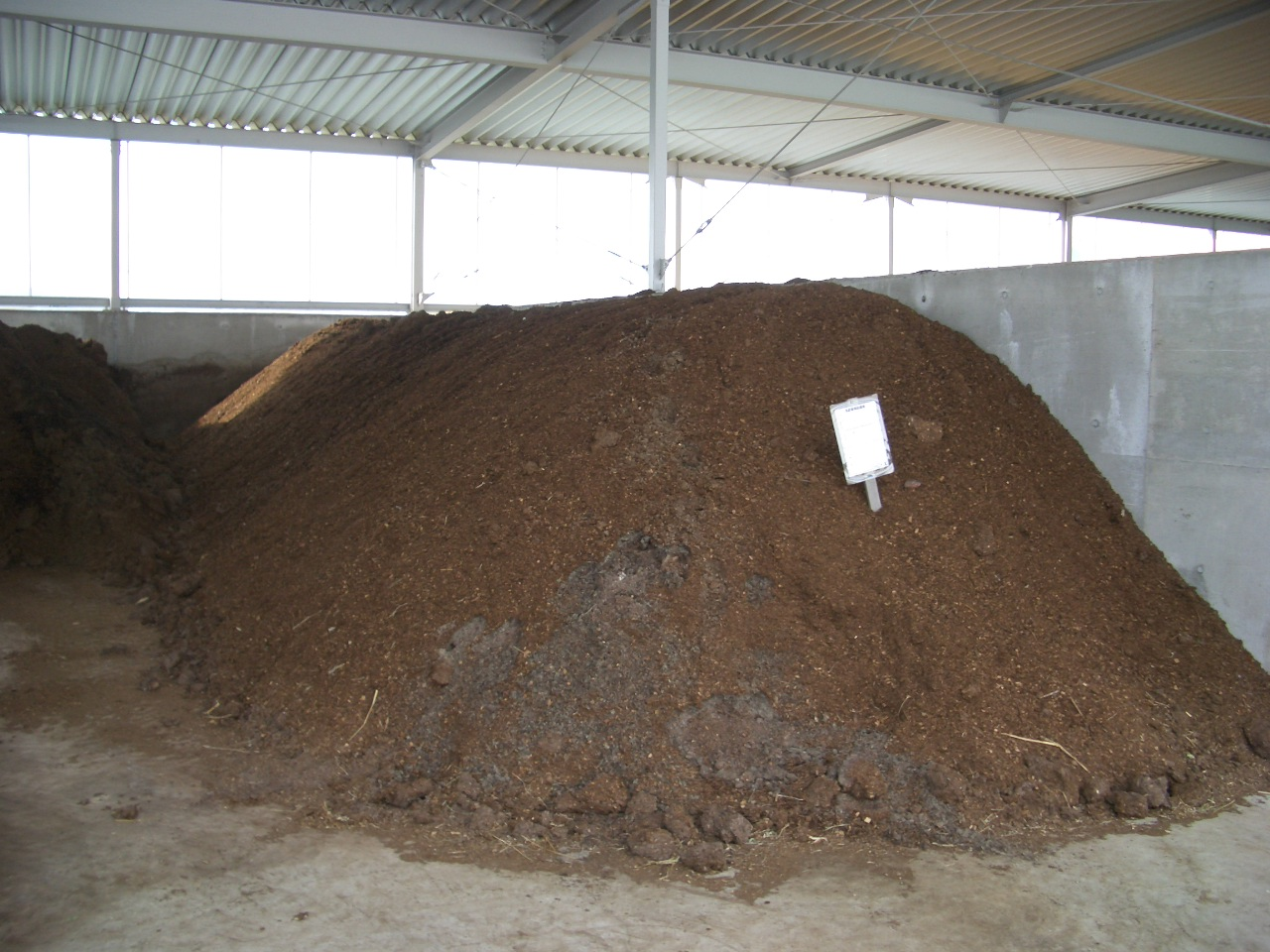
堆肥舎

堆積方式の堆肥施設は、一般的に堆肥舎と呼ばれる。主に家畜糞に使用される。構造は、堆肥原料を雨除けの屋根と隔壁で覆ったという単純な構造である。攪拌にはショベルローダーなどを利用する。堆肥舎型は反応速度が遅いため、堆肥舎の床部分に通気機能を追加した堆肥舎もみられる。また、この方式は悪臭が外に拡散しやすいため、民家などが周りにある場所では適用が難しい。機械的な装置をあまり要しないため、とても安価である。

##### 攪拌方式
攪拌方式には、開放型攪拌方式と密閉型攪拌方式の二つがある。
- 開放型攪拌方式 - 自動化された機械によって堆肥原料の攪拌を行い、酸素を供給する。通気機能があるものとないものがある。機械のタイプにより、ロータリー式、スクープ式、クレーン式、スクリュー・オーガ式、自走式などがある。
- 密閉型攪拌方式 - 密閉型攪拌方式には、縦型と横型の二つがある。両タイプともに、設置面積が小さくても済み、加熱機能がある施設もある。縦型は断熱材で覆われた円筒系の発酵槽を縦置きにした形である。堆肥原料は槽の上部から投入し、内部にある攪拌羽根で攪拌される。また、通常攪拌羽根には送気孔が備わっており、攪拌と同時に通気を行うことができる。攪拌された堆肥化が行われた堆肥原料は、反応槽の下部からに取り出す。一般的に、処理日数が2週間程度と短期なため二次発酵が不可欠である。横型はロータリーキルン式とも呼ばれる。断熱材で覆われた円筒系の発酵槽を傾斜をつけて横にしたものである。攪拌は、発酵槽自体を回転と内部の固定攪拌羽根によって行う。逆に、発酵槽が固定され、内部の攪拌羽根が回転するタイプのものもある。傾斜を変えることによって発酵期間を変えることができる。

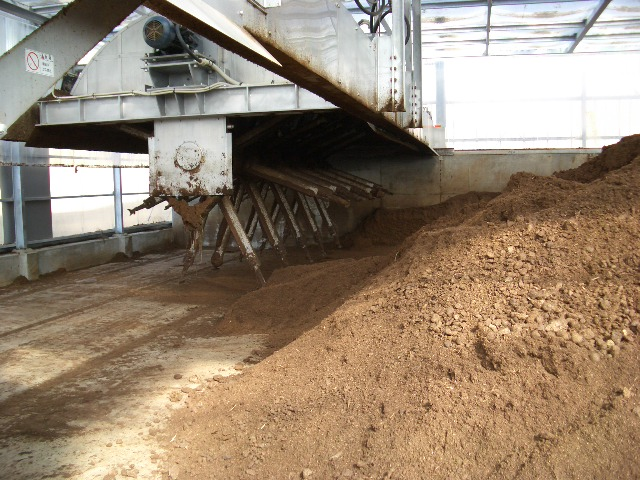
ロータリー式

### 二次発酵
一次発酵で、ほとんどの易分解性有機物が分解される。二次発酵は、完熟度を高めるための発酵である。この過程を経ることにより、作物の生育障害のない良質な堆肥が出来上がる。
堆肥化方法は、一次発酵で使用された攪拌方法の中から選択される。二次発酵では一次発酵よりも反応が小さいため、攪拌の割合や通気量は一次発酵のそれよりも格段に小さくなる。

### 製品化
二次発酵を経て、完全な堆肥となった堆肥原料は、トロンメルなどで粗大な異物を除去し、袋詰めにされて製品化される。この工程は、多くが全自動化されている。水分が多い場合は乾燥処理が行われる施設もある。

## 悪臭対策
堆肥化の過程では、悪臭が発生するので悪臭対策は必須である。堆肥化施設には、施設内で発生した悪臭を一か所に集め、脱臭施設を併設することが多い。また、脱臭を行うために、適正な堆肥化を行い悪臭を少なくすることも重要である。悪臭の主な成分は硫黄化合物、低級脂肪酸、アンモニアなどである。硫黄化合物や低級脂肪酸は、反応槽内が嫌気状態になったとき多量に発生するため、水分と通気を調節して、反応槽内を好気状態に保つことで発生を防ぐことができる。
しかし、アンモニアに関しては、適正に堆肥化が行われても数千ppmの濃度で大量に発生してしまう(アンモニアが発生しないと適正な堆肥化が行われていないともいえる)。そのため、堆肥化施設はなるべく民家から離れた場所に設置されることが多い。また、脱臭方法にもさまざまな方法がある。
生物脱臭法
脱臭材料中の水分または水溶液に、悪臭成分を吸着させ、脱臭材料中に存在する微生物によって悪臭成分を分解する。この方法は、ランニングコストはかからないがなく安価でできるが、微生物の処理能力の以上の悪臭には対応できない。脱臭材料には土壌、ロックウール、堆肥、ピートモス、オガクズなどが利用されている。
水洗法
水に悪臭物質を溶解させる方法。アンモニアなど水に溶けやすい悪臭物質に効果的であるが、水が大量に必要なことと排水対策が必要である。
燃焼法
800℃近くの高温で悪臭成分を酸化分解させる高温燃焼法と、300℃前後で白金などの触媒を使い脱臭させる低温燃焼法がある。脱臭能力は高いが、コストも高い。
薬液処理法
希硫酸などの酸液やカセイソーダなどのアルカリ液と悪臭成分を反応させ、化学反応で除去する。薬剤のランニングコスト、処理費が必要。
マスキング法
芳香成分を悪臭に混ぜる方法。悪臭が強い場合大量の芳香成分が必要になる。また、根本的な解決にはならない。
オゾン酸化法
オゾンにより悪臭成分を酸化分解する方法。オゾン臭によるマスキング効果もある。しかし、アンモニアに対しては効果が薄い。取扱いを間違えると呼吸器疾患の恐れもある。